# Malaunay
Malaunay is een gemeente in het Franse departement Seine-Maritime (regio Normandië) en telt 5948 inwoners (2004). De plaats maakt deel uit van het arrondissement Rouen.

## Geografie
De oppervlakte van Malaunay bedraagt 9,3 km², de bevolkingsdichtheid is 639,6 inwoners per km².
De onderstaande kaart toont de ligging van Malaunay met de belangrijkste infrastructuur en aangrenzende gemeenten.

## Demografie
Onderstaande figuur toont het verloop van het inwonertal (bron: INSEE-tellingen).